# Kondracki Przechód
Kondracki Przechód – położona na wysokości ok. 1660 m n.p.m. nieznaczna przełączka w polskich Tatrach Zachodnich, znajdująca się między Suchym Wierchem Kondrackim a jego północno-wschodnią granią zwaną Łopatą. Nazwę przełączki wprowadził Władysław Cywiński. Wschodnie, bardziej strome stoki tej przełączki opadają do Doliny Suchej Kondrackiej i są piarżyste, w niewielkim tylko stopniu zarośnięte kosodrzewiną. Stoki zachodnie opadają do Długiego Żlebu – górnego piętra Doliny Kondratowej. Zachodnie stoki są bardziej łagodne i w większym stopniu zarośnięte kosodrzewiną. Przecina je mający około 10 m długości rów grzbietowy. Również sama przełączka jest w większości zarośnięta kosodrzewiną.
Przez Kondracki Przechód prowadzi najwygodniejsze dojście do górnej części Doliny Suchej Kondrackiej (nieznakowane).